# Champagné
 Champagné  es una población y comuna francesa, situada en la región de Países del Loira, departamento de Sarthe, en el distrito de Mamers y cantón de Montfort-le-Gesnois.

## Demografía
| 2047 | 2234 | 2757 | 3333 | 3307 | 3294 |
| Para los censos de 1962 a 1999 la población legal corresponde a la población sin duplicidades (Fuente: INSEE [Consultar]) |      |      |      |      |      |